# Mormonia badia
Mormonia badia är en fjärilsart som beskrevs av Augustus Radcliffe Grote och Robinson 1866. Mormonia badia ingår i släktet Mormonia och familjen nattflyn. Inga underarter finns listade i Catalogue of Life.